# 33487 Jeanpierrerivet
33487 Jeanpierrerivet è un asteroide della fascia principale. Scoperto nel 1999, presenta un'orbita caratterizzata da un semiasse maggiore pari a 2,266611 UA e da un'eccentricità di 0,089713, inclinata di 4,916205° rispetto all'eclittica. Ha un diametro di 2,639 km.